# غواصة الفئة التاسعة
تايب تسعة هو أحد نماذج غواصات اليو بوت الألمانية شاركت في الحرب العالمية الثانية، بنتها ألمانيا النازية لبحريتها التي تسمى كريغسمرين بين أعوام 1935 و1936. كانت هذه الغواصة مجهزة لعمليات ذات مدى بعيد حيث أستخدام هذا النموج من الغواصات لفترة وجيزة في دوريات قبالة السواحل الشرقية للولايات المتحدة في محاولة لعرقلة تدفق القوات والإمدادات المتجهة إلى أوروبا وبريطانيا بالتحديد. زيادة مدى الغواصة جاء على حساب مدة الغوص والقدرة على المناورة. أشتق هذا النموذج من تايب واحد وخرج منه نماذج مختلفة مثل تايب تسعة إيه وتايب تسعة بي وتايب تسعة سي وغيرها من النماذج. كانت الغواصة تايب تسعة تملك ستة أنابيب طوربيد اثنان منها في المؤخرة. 